# Telgebaar

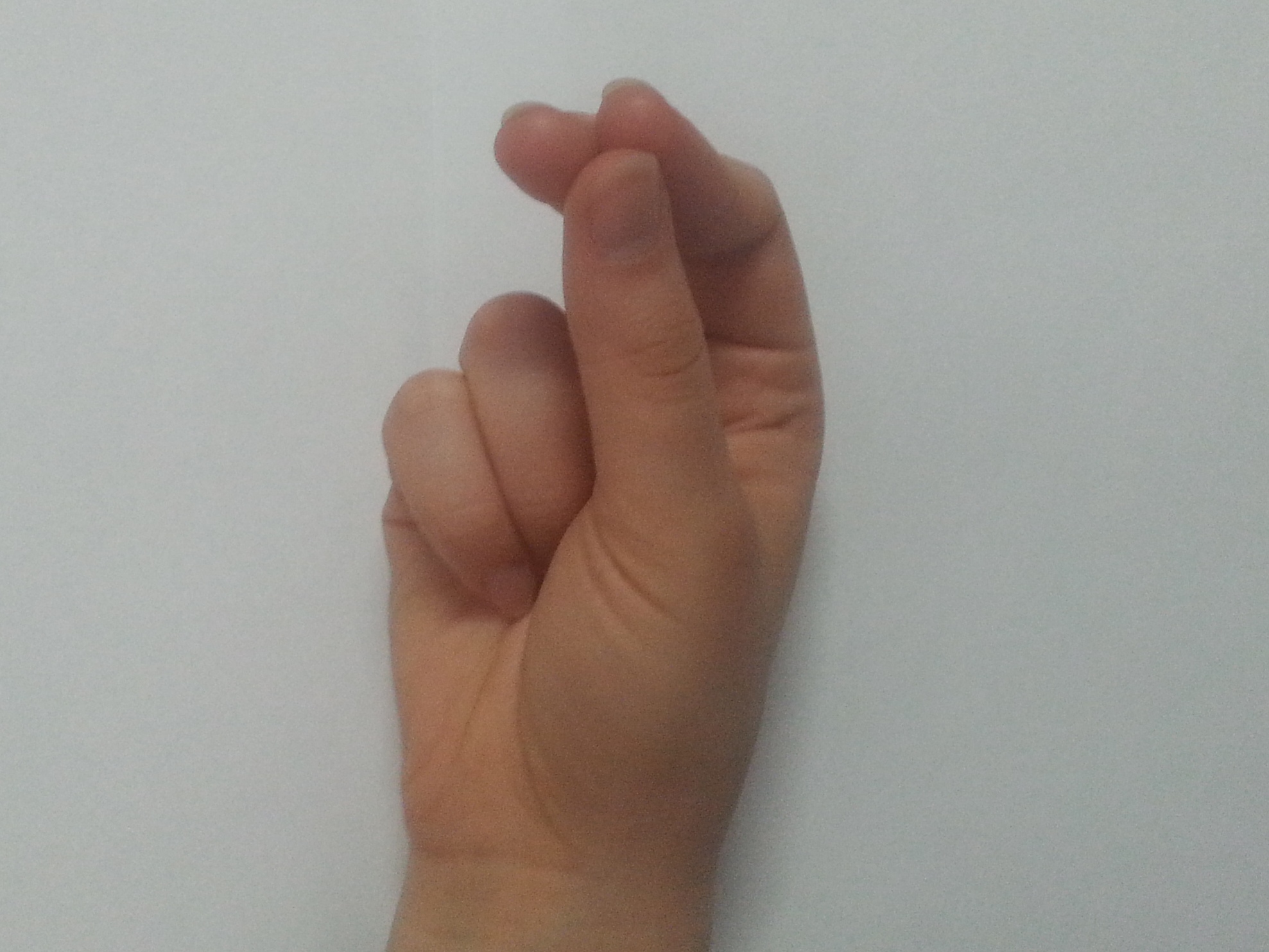
Telgebaar

Het telgebaar is een gebaar dat men maakt om aan te duiden dat iets duur is en dat het tellen van geld symboliseert. Men maakt het telgebaar door met de duim en wijsvinger over elkaar te wrijven.
Men kan het telgebaar ook interpreteren als de gebaren die men maakt bij het tellen op de vingers. Deze manier van tellen kan verschillen tussen culturen. In het Westen begint men meestal met de wijsvinger, dan de middelvinger, vervolgens de ringvinger, de pink en ten slotte de duim, wanneer men met een vinger van de ene hand de vingers van de andere hand telt. Wanneer er wordt geteld met één hand, begint men meestal bij de duim.
Het gebaar om bijvoorbeeld in een restaurant af te rekenen is door met een hand in de lucht te doen alsof men schrijft.